# Prachtagamen
Prachtagamen (Calotes) zijn een geslacht van hagedissen uit de familie agamen (Agamidae).

## Naam en indeling
De wetenschappelijke naam van de groep werd voor het eerst voorgesteld door Georges Cuvier in 1817.
Veel agamen die tegenwoordig tot andere geslachten worden gerekend, behoorden vroeger tot Calotes. De loendoek (Bronchocela cristatella) bijvoorbeeld behoorde vroeger tot dit geslacht, evenals de soorten uit het geslacht Pseudocalotes. Nog vrij recentelijk -in 2018- zijn wederom een aantal soorten overgeplaatst naar andere geslachten op basis van nieuwe inzichten. Voorbeelden zijn Microauris aurantolabium, Monilesaurus ellioti en Monilesaurus rouxii.
Andersom gaat het ook op; een aantal soorten werd vroeger tot andere geslachten gerekend, zoals Bronchocela en Agama, maar ze worden tegenwoordig bij de prachtagamen ingedeeld.
De bekendste soort is de bloedzuiger, die ook een aanzienlijk groter verspreidingsgebied heeft dan de andere soorten.

## Levenswijze
Alle soorten zijn overdag actief jagen op kleine ongewervelden zoals spinnen en insecten zoals vlinders en sprinkhanen. Prachtagamen zijn boombewoners die veel klimmen en zeer lenig zijn; ze kunnen op de kleinste takjes balanceren.
Vijanden zijn voornamelijk vogels en slangen. In door de mens aangepaste streken vallen ze vaak ten prooi aan huiskatten. Bij bedreiging gaan de hagedissen hoog op hun poten staan, blazen de keelzak op en vertonen afstekende kleuren.

## Uiterlijke kenmerken
Prachtagamen hebben een slank lichaam en een verhoudingsgewijs grote kop. Op de rug en met name op de nek zijn grote scherpe stekels aanwezig. Sommige soorten hebben ook een stekel boven ieder oog. Het lichaam is sterk zijdelings afgeplat, de staart is ongeveer twee keer zo lang als de rest van het lichaam. kunnen relatief snel van kleur veranderen, van helderrood naar groen of bruin. De kleuromslag verloopt veel sneller dan die bij kameleons, die juist bekend staan om hun kleurveranderingen. Prachtagamen hebben een keelzak die ze kunnen opzetten. Mannetjes hebben in de paartijd vaak uitzonderlijk bonte kleuren, zoals diep rood en helder blauw. Buiten de voortplantingstijd is de kleur meestal groen tot bruin of grijs.

## Verspreiding en habitat
De verschillende soorten komen voor in delen van zuidoostelijk Azië tot in het Midden-Oosten, en leven in de landen Afghanistan, Bangladesh, Bhutan, Cambodja, China, India, Indonesië, Iran, Laos, Maleisië, Myanmar, Nepal, Pakistan, Sri Lanka, Thailand en Vietnam.
De habitat bestaat uit begroeide gebieden, zoals scrubland en tropische en subtropische bossen.

## Beschermingsstatus
Door de internationale natuurbeschermingsorganisatie IUCN is aan twaalf soorten een beschermingsstatus toegewezen. Acht soorten worden beschouwd als 'veilig' (Least Concern of LC) en drie soorten als drie 'onzeker' (Data Deficient of DD). De soort Calotes liocephalus ten slotte wordt beschouwd als 'bedreigd' (Endangered of EN).

## Soorten
Er zijn 23 soorten, inclusief de pas in 2014 wetenschappelijk beschreven soorten Calotes manamendrai en Calotes pethiyagodai. Het geslacht omvat de volgende soorten, met de auteur en het verspreidingsgebied.

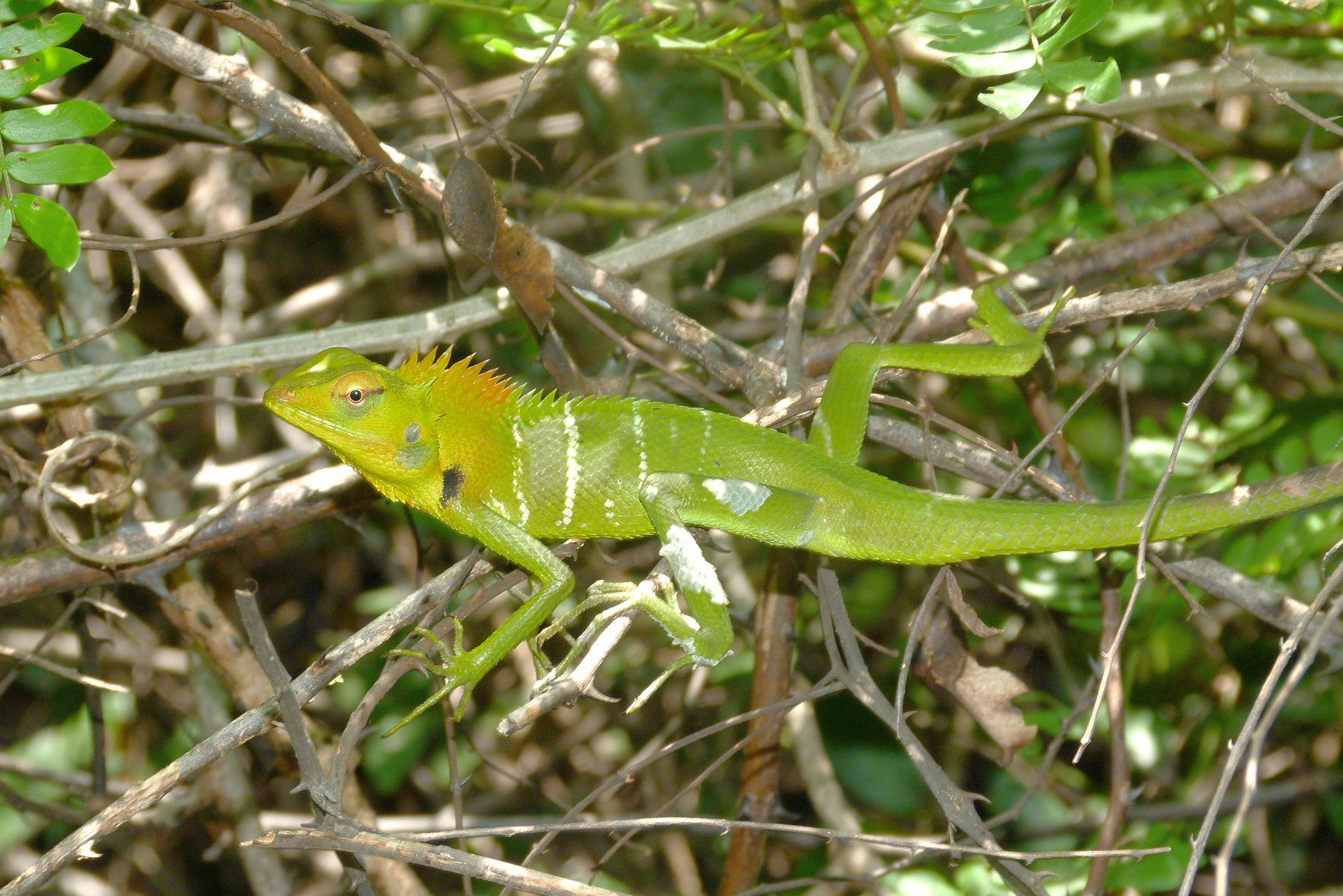
Calotes calotes

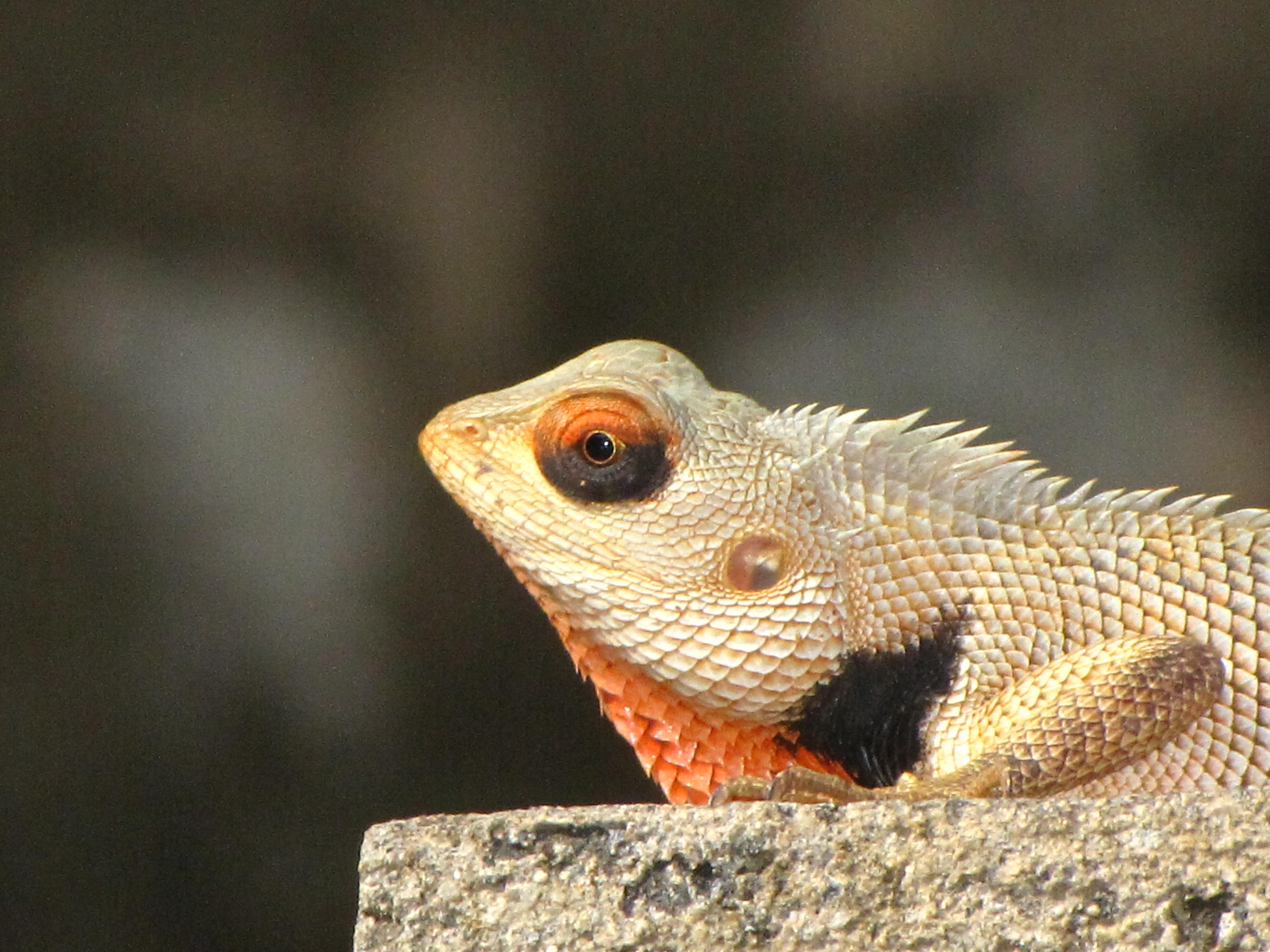
Bloedzuiger (Calotes versicolor)

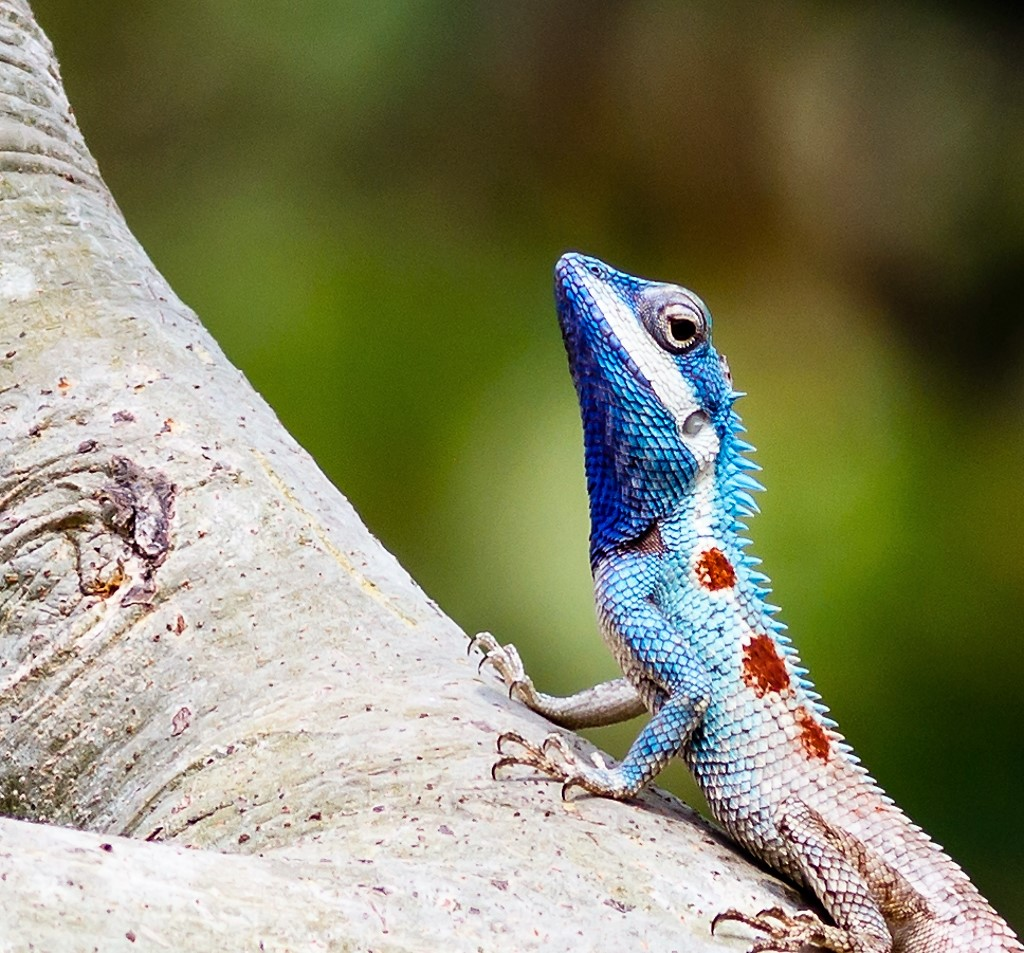
Calotes mystaceus

| Naam                                     | Auteur                                                             | Verspreidingsgebied |
| ---------------------------------------- | ------------------------------------------------------------------ | --- |
| Calotes bachae                           | Hartmann, Geissler, Poyarkov, Ihlow, Galoyan, Rödder & Böhme, 2013 | Vietnam |
| Calotes bhutanensis                      | Biswas, 1975                                                       | Bhutan |
| Calotes calotes                          | Linnaeus, 1758                                                     | India, Sri Lanka |
| Calotes ceylonensis                      | Müller, 1887                                                       | Sri Lanka |
| Calotes chincollium                      | Vindum, 2003                                                       | Myanmar |
| Calotes desilvai                         | Bahir & Maduwage, 2005                                             | Sri Lanka |
| Calotes emma                             | Gray, 1845                                                         | Cambodja, China, India, Laos, Maleisië, Myanmar, Thailand, Vietnam,                                                                   |
| Calotes grandisquamis                    | Günther, 1875                                                      | India |
| Calotes htunwini                         | Zug & Vindum                                                       | Myanmar |
| Calotes irawadi                          | Zug, Brown, Schulte & Vindum, 2006                                 | Myanmar |
| Calotes jerdoni                          | Günther, 1870                                                      | Bhutan, India, Myanmar |
| Calotes liocephalus                      | Günther, 1872                                                      | Sri Lanka |
| Ceylonese prachtagame (Calotes liolepis) | Boulenger, 1885                                                    | Sri Lanka |
| Calotes manamendrai                      | Amarasinghe & Karunarathna, 2014                                   | Sri Lanka |
| Calotes maria                            | Gray, 1845                                                         | India |
| Calotes medogensis                       | Zhao & Li, 1984                                                    | China |
| Calotes minor                            | Hardwicke & Gray, 1827                                             | Bangladesh, India, Pakistan |
| Calotes mystaceus                        | Duméril & Bibron, 1837                                             | Cambodja, China, Myanmar, Thailand, Vietnam                                                                                           |
| Calotes nemoricola                       | Jerdon, 1853                                                       | India |
| Calotes nigrilabris                      | Peters, 1860                                                       | Sri Lanka |
| Calotes nigriplicatus                    | Hallermann, 2000                                                   | Indonesië |
| Calotes pethiyagodai                     | Amarasinghe, Karunarathna & Hallermann, 2014                       | Sri Lanka |
| Bloedzuiger (Calotes versicolor)         | Daudin, 1802                                                       | Afghanistan, Bangladesh, Bhutan, Cambodja, China, India, Iran, Laos, Maleisië, Myanmar, Nepal, Pakistan, Sri Lanka, Thailand, Vietnam |